# Nesticella gazuida
Nesticella gazuida (лат.) — вид пауков рода Nesticella из семейства Пауки-нестициды (Nesticidae). Китай.

## Этимология
Видовое название происходит от имени пещеры, где обнаружена типовая серия (Gazuida Cave).

## Распространение
Встречается в юго-восточной Азии: Китай, провинция Гуйчжоу (Kaili City, Zhouxi Town, Gazuida Cave; 27.48642°N, 107.92362°E, 680 м).

## Описание
Мелкие пауки, общая длина около 2,8 мм. Основная окраска желтоватая. Шесть мелких глаз, расположены в две триады, два передних срединных глаза AME отсутствуют. Самки Nesticella gazuida отличаются от самок других видов, относящихся к группе Nesticella brevipes , за исключением Nesticella caeca, по бледной окраске и редуцированным глазам. N. gazuida можно отделить от N. caeca по более мелким сперматекам и особенно по более длинным оплодотворяющему (Fd) и копулятивному (Cd) протокам, четко изогнутым посередине, которые у последнего вида короче, компактнее и прямее. Вид был впервые описан в 2016 году энтомологами из Китая (Yu-Cheng Lin, Shu-Qiang Li, Southeast Asia Biodiversity Research Institute and Institute of Zoology, Китайская академия наук, Пекин) и Италии (Francesco Ballarin, Museo di Storia Naturale of Verona, Верона).